# Robert Hewitt Wolfe
Robert Hewitt Wolfe (Waterbury, 1964) é um roteirista e produtor de televisão norte-americano, mais conhecido por seu trabalho nas séries Star Trek: Deep Space Nine e Andromeda

## Biografia
Wolfe nasceu em 1964 na cidade de Waterbury, Connecticut, filho de um oficial das forças armadas e de uma enfermeira. Por seu pai ser um militar, a família se mudou várias vezes antes de se estabelecer em San Francisco, Califórnia, na década de 1970. Durante sua infância, Wolfe tentou por três vezes escrever um livro, porém nunca conseguiu terminar. No colégio, ele descobriu sua paixão por escrever para o cinema cinema e a televisão.
Ele se formou na Universidade da Califórnia em Los Angeles (UCLA) no final da década de 1980, recebendo um bacharelado em Cinema e Televisão e um Mestrado de Belas Artes em roteiro. Seu primeiro roteiro, Paper Dragons, ficou em segundo no prestigiado Samuel Goldwyn Awards. O dinheiro do prêmio lhe permitiu comprar seu primeiro computador.

### Star Trek
Depois de deixar a UCLA, Wolfe passou os cinco anos seguintes tentando encontrar um trabalho como roteirista. A venda do roteiro "A Fistful of Datas" para Star Trek: The Next Generation o fez receber a proposta para fazer parte da equipe criativa de Star Trek: Deep Space Nine, que estreou no ano seguinte.
Nos cinco anos seguintes, Wolfe trabalhou em Deep Space Nine, sob a supervisão dos showrunners Michael Piller e Ira Steven Behr. Nesse perídodo, ele escreveu trinta e sete episódios para a série, a maioria com Behr, sendo um dos maiores responsáveis pelo grande arco de história da Guerra dos Dominion. Ao final da quinta temporada, Wolfe deixou o programa, apesar de ter escrito o episódio "Field of Fire" para a sétima temporada.